# Hong In Bŏm
Hong In Bŏm, również Hong In Bom (kor. 홍인범, ur. ?) – północnokoreański polityk. Ze względu na przynależność do najważniejszych gremiów politycznych Korei Północnej, uznawany za członka elity władzy KRLD. 

## Kariera
Hong In Bŏm karierę zawodową rozpoczynał jako dziennikarz Koreańskiej Centralnej Agencji Prasowej jeszcze pod koniec lat 60. XX wieku. Niewiele wiadomo na jego kariery urzędniczej i politycznej przed 1980 rokiem, kiedy to na mocy postanowień 6. Konferencji Partii Pracy Korei został zastępcą członka Komitetu Centralnego PPK.
Od listopada 1982 roku sekretarz organizacji partyjnej w kompanii węglowej w mieście Anju (prowincja P’yŏngan Południowy). W marcu 1993 został wicedyrektorem Wydziału Organizacji i Planowania w Komitecie Centralnym.
Od czerwca 2010 szef prowincjonalnych struktur Partii Pracy Korei w prowincji P’yŏngan Południowy, w związku z mianowaniem poprzedniego szefa PPK w prowincji, Ri T'ae Nama, na stanowisko wicepremiera KRLD. W czasie 3. Konferencji Partii Pracy Korei 28 września 2010 roku po raz pierwszy został wybrany pełnoprawnym członkiem KC.
Po śmierci Kim Dzong Ila w grudniu 2011 roku, Hong In Bŏm znalazł się na wysokim, 46. miejscu w 233-osobowym Komitecie Żałobnym. Świadczyło to o formalnej i faktycznej przynależności Hong In Bŏma do grona kierownictwa politycznego Koreańskiej Republiki Ludowo-Demokratycznej. Według specjalistów, miejsca na listach tego typu określały rangę polityka w hierarchii aparatu władzy.